# Bernard Stern
Bernard Stern (ur. 26 stycznia 1848 w Buczaczu, zm. 6 lutego 1920 w Warszawie) – polski przemysłowiec, właściciel browaru pochodzenia żydowskiego, burmistrz Buczacza, poseł na Sejm Ustawodawczy (1919–1922), członek Klubu Pracy Konstytucyjnej, poseł do Rady Państwa z ramienia konserwatystów w latach 1911–1918.

## Życiorys
Urodził się w rodzinie żydowskiej. Ukończył 6-klasowe gimnazjum.
Podczas wyborów do Rady Państwa w Wiedniu w okręgu wyborczym Kołomyja – Śniatyn – Buczacz 8 czerwca 1885 stał na czele stronników dra Emila Byka.
Podczas jednego z procesów sądowych jego adwokatem był Iwan Mandyczewski, syn ks. greckokatolickiego oraz działacza społecznego Kornyła Mandyczewśkigo. W 1885 zarzucili mu zniszczenie m.in. majątku gminy żydowskiej. 20 listopada 1898 wraz z radnymi miasta Buczacza (m.in. proboszczem buczackim ks. greckokatolickim Teodorem Telakowskim) uczestniczył w uroczystości odsłonięcia pomnika króla Jana Sobieskiego we Lwowie. 12 lipca 1910 ponownie został wybrany burmistrzem Buczacza. W czerwcu 1911 z początku nie został wybrany posłem do Rady Państwa podczas pierwszego głosowania w miejskim okręgu wyborczym Nr 32 Buczacz – Śniatyn – Zaleszczyki – Borszczów – Tłumacz, gdy otrzymał 3143 głosów wyborców z 6518. Obrany został nieco później (jako wynik wyboru ściślejszego między nim a syjonistą doktorem Michałem Ringlem), w parlamencie jako konserwatysta wszedł do składu Koła Polskiego.
W grudniu 1888 złożył datek na Towarzystwo opieki nad weteranami z roku 1831.
Zmarł w 6 lutego 1920 w Warszawie.